# Božo Peričić
Božo Peričić (ur. 6 grudnia 1865 w Sukošanie, zm. 19 kwietnia 1947 w Splicie) – chorwacki lekarz, lingwista, tłumacz.

## Życiorys
Był jednym z sześciorga dzieci rolnika Tome, którego brat Josip Peričić był jedną z pierwszych wykształconych osób z Sukošanu, profesorem gimnazjum, wykształconym w Wiedniu filologiem klasycznym i slawistą. On właśnie zajął się bratankiem, kształcąc go w Splicie, Dubrowniku i Zadarze, gdzie Božo z wyróżnieniem („con distinzione”) w 1883 roku ukończył włoskie gimnazjum (szkół chorwackich nie było). W Chorwacji nie było także szkół medycznych, więc w 1894 roku Božo Peričić rozpoczął studia medyczne w Wiedniu.
Razem z Nikolą Laliciem pracował w szpitalu w Szybeniku. Peričić zajmował się m.in. chorobą ze Škrljeva (dającą objawy kiły i echinokokozą), dermatologią. Po stażu w Paryżu u Jeana-Martina Charcota zajmował się także psychiatrią.
W 1937 roku opisał jeden z ostatnich przypadków trądu w Chorwacji poza leprozorium (opisany pacjent, pochodzący z Vidonja, uciekł z leprozorium w Metkoviciu i Zadarze, gdzie został aresztowany, złożył skargę na odizolowanie go w osadzie trędowatych). Zajmował się też organizacją opieki nad ostatnimi w Chorwacji trędowatymi. Zaproponował własną metodę leczenia postaci skórnej wąglika; zalecał stosowanie zewnętrzne na krosty wody Burowa i doustne jodyny (dopóki nie zniknie opuchlizna), a także chininy w okresie drgawek.
Peričić był nominowany do Naczelnej Rady Lekarskiej w Wiedniu.
Był autorem pierwszego chorwackiego tłumaczenia Hamleta. Opublikował słownik medyczny chorwacko-niemiecki.

## Wybrane prace
- Pitanje o tzv. Skrljevu. Zadar 1893
- Die Echinococcenkrankheit in Dalmatien. Zadar, 1905
- Medicinski rječnik njemačkoga i hrvatskoga jezika. Zadar 1906